# Hiroshima Telecasting
A Hiroshima Telecasting (広島テレビ放送株式会社; HTV, hívókód: JONX-TV) egy hirosimai székhelyű  televíziócsatorna, amely 1962. szeptember 1-jén kezdte meg adását. A csatorna a Nippon News Network és a Nippon Television Network System hálózatok tagja. Adása Hirosima prefektúra területén fogható.

## Külső hivatkozások
- A Hiroshima Telecasting hivatalos weboldala (japánul)